# 난지도항
난지도항은 충청남도 당진시 석문면 난지도리, 난지도 섬에 있는 어항이다. 1972년 8월 7일에 지방어항으로 지정되었으며, 현재 시설관리자는 당진시장이다.

## 어항 구역
난지도항의 어항구역은 다음과 같다.
- 수역: 선착장 남측기점({\displaystyle x}=394,311 {\displaystyle y}=150,821)으로부터 628m ({\displaystyle x}=394,330 {\displaystyle y}=151,450) 이점에서 정북방향으로 1km, 이점에서 정서방향으로({\displaystyle x}=395,330 {\displaystyle y}=150,621)육지와 연결한 선내의 공유수면